# Oliver Jones
Pour les articles homonymes, voir Jones.
Oliver Theophilus Jones, né le 11 septembre 1934 à Montréal, est un musicien de jazz et professeur montréalais d'ascendance barbadienne. Il est pianiste, organiste, compositeur et arrangeur. 

## Biographie
Oliver Jones naît le 11 septembre 1934 de parents barbadiens dans le quartier de Petite-Bourgogne, à Montréal et grandit à quelques pas de chez Oscar Peterson. Enfant prodige, Oliver Jones fait ses débuts comme pianiste à l'âge de cinq ans à l'Union United Church, la plus vieille église construite pour une communauté noire au Canada. Par la suite, il étudie le piano classique jusqu'en 1949. À l'âge de neuf ans, Jones présente un numéro solo au Café St-Michel ainsi dans plusieurs autres cabarets montréalais.
À l'âge de 18 ans, il déménage à Valleyfield où il se produit à l'hôtel Laurent pendant 6-7 ans. Il y fait la rencontre de Monique Bérubé qu'il marie en 1958. Richard, leur fils unique naît l'année suivante.
Il continue de jouer dans de nombreux cabarets montréalais jusqu'en 1963 (entre autres au Cabaret Montmartre). Il devient directeur musical en 1964 du chanteur calypso de la Jamaïque Kenny Hamilton, établi à Porto Rico. Le groupe fait beaucoup de tournées dans les Caraïbes et aux États-Unis en jouant principalement les chansons des 40 premières places au palmarès jusqu'en 1980. 
Il retourne d'ailleurs à Montréal en 1980 où le contrebassiste Charles Biddle le convainc de s'associer avec lui à la fin de la même année ; ils se produisent ensemble dans des boîtes et des bars d'hôtel, Jones devient le pianiste attitré du Club de jazz Biddle de 1981 à 1986.
Jones, formé exclusivement en piano classique, commence à se faire un nom comme pianiste de jazz. Il se produit lors de la deuxième édition du Festival international de jazz de Montréal (FIJM) en 1981 et y joue chaque année jusqu'en 1999, participant à l'ouverture et à la clôture du festival à sept reprises. 
Il devient professeur associé de musique à l'Université Laurentienne où il obtient un doctorat honoris causa en musique en 1992.

## Discographie
- Live at Biddle's Jazz & Ribs 1983
- The Many Moods of Oliver Jones 1984
- Lights of Burgundy 1985
- FIJM 1985
- Speak Low, Swing Hard 1985
- Requestfully Yours 1985
- Cookin' at Sweet Basil 1987
- Just Friends 1989
- Live in Baden Switzerland 1990
- Northern Summit 1990
- A Class Act 1991
- Just 88 1993
- Yuletide Swing 1994
- From Lush to Lively 1995
- Have Fingers Will Travel 1997
- Just In Time 1998
- Then And Now 2002
- One More Time 2006
- Second Time Around 2008
- Pleased to Meet You 2009
- A Celebration in Time 2010 - Avec Ranee Lee et le Montreal Jubilation Gospel Choir
- Live in Baden Switzerland 2011
- Just for my lady  2013 - (Featuring Josée Aidans)

## Collaborations
- 1989 : Deep song: a tribute to Billie Holiday de Ranee Lee - Oliver Jones piano
- 2005 : Just you, just me de Ranee Lee - Oliver Jones piano
- 2010 : A Celebration in Time de Ranee Lee - Oliver Jones piano
- 2013 : Scènes d'enfants de Daniel Clarke Bouchard avec Oliver Jones

## Distinctions

Peinture murale en son honneur par MU dans la Petite-Bourgogne

- 1984 - Prix Procan, pour sa contribution au jazz
- 1986 - Prix Juno, pour le meilleur enregistrement de jazz
- 1989 - Prix Félix
- 1990 - Oscar Peterson Award, pour sa performance exceptionnelle en jazz
- 1990 - Golden Dukat au festival du film de Mannheim en Allemagne pour son documentaire Oliver Jones in Africa
- 1992 - Martin Luther King Jr Award, pour l'excellence de ses réalisations.
- 1993 - Officier de l'Ordre du Canada
- 1994 - Chevalier de l'Ordre national du Québec
- 1998 - Prix Opus, prix hommage
- 2014 - Citoyen d'honneur de la Ville de Montréal
- 2015 - Compagnon de l'Ordre des arts et des lettres du Québec
- 2016 - Médaille d'honneur de l'Assemblée nationale du Québec[5]

## Sources
- Encyclopédie canadienne
- Marrelli, Nancy, Stepping Out. The Golden Age of Montreal Night Clubs 1925-1955, Véhicule Press, Montréal, 2004 (p. 125-131)